# Polarisprogramma

Logo

Het Polarisprogramma is een bemand ruimtevaartprogramma van SpaceX en miljardair Jared Isaacman dat ten minste drie bemande ruimtevluchten zal bevatten die van belang zijn voor het testen van technieken voor bemande ruimtevaart en moet culmineren in de eerste bemande vlucht met Starship van SpaceX. 
Het programma is vernoemd naar Polaris, de Poolster of Noordster, die al eeuwen als gidsster voor reizigers geldt. 
Het programma werd aangekondigd op 14 februari 2022. Isaacman, die in 2021 gezagvoerder van Inspiration4 was, zal ook op deze drie missies de  gezagvoerder zijn. Na Inspiration4 wilde hij graag nog een keer de ruimte in, maar alleen als missies een bijdrage aan de mensheid leveren, niet als toerist. Zodoende werd het Polarisprogramma opgezet. Het is onbekend welk bedrag Isaacman voor de vluchten betaalt.
Net als tijdens Inspiration4 zal Isaacman dit programma aanwenden om geld in te zamelen voor het St-Jude kinderkanker-onderzoeksziekenhuis.
Isaacman is eigenaar van Draken International, het bedrijf dat ‘s werelds grootste private straaljager-vloot beheert en gebruikt voor aerobatics. Deze luchtvloot wordt ook door Polaris-bemanningen gebruikt voor trainingsdoeleinden.

## Missies
Mission I, Polaris DawnDe eerste vlucht, Polaris Dawn zal gaan om het testen van EVA-ruimtepakken voor ruimtewandelingen en laser-internetcommunicatie met een ruimteschip. De vlucht wordt uitgevoerd met een Falcon 9-Crew Dragon. De vijfdaagse vlucht werd op zijn vroegst verwacht in april 2023, maar staat gepland voor 6 september 2024.
Mission IIOver Mission II is vooralsnog weinig zeker. De missie bouwt voort op Mission I. SpaceX en NASA onderzochten of deze missie kon worden gebruikt om ruimtetelescoop Hubble in een hogere stabielere baan te brengen. Een haalbaarheidsstudie hiernaar werd op 29 september 2022 bekendgemaakt. In mei 2024 zag NASA voorlopig van dit plan af omdat men geen vroegtijdige beëindiging van de Hubble wil riskeren. NASA gaf aan dat het idee mogelijk later weer van stal wordt gehaald.
Mission IIIDe derde Polarismissie moet de eerste bemande orbitale vlucht met een Starship worden.